# Sírmia

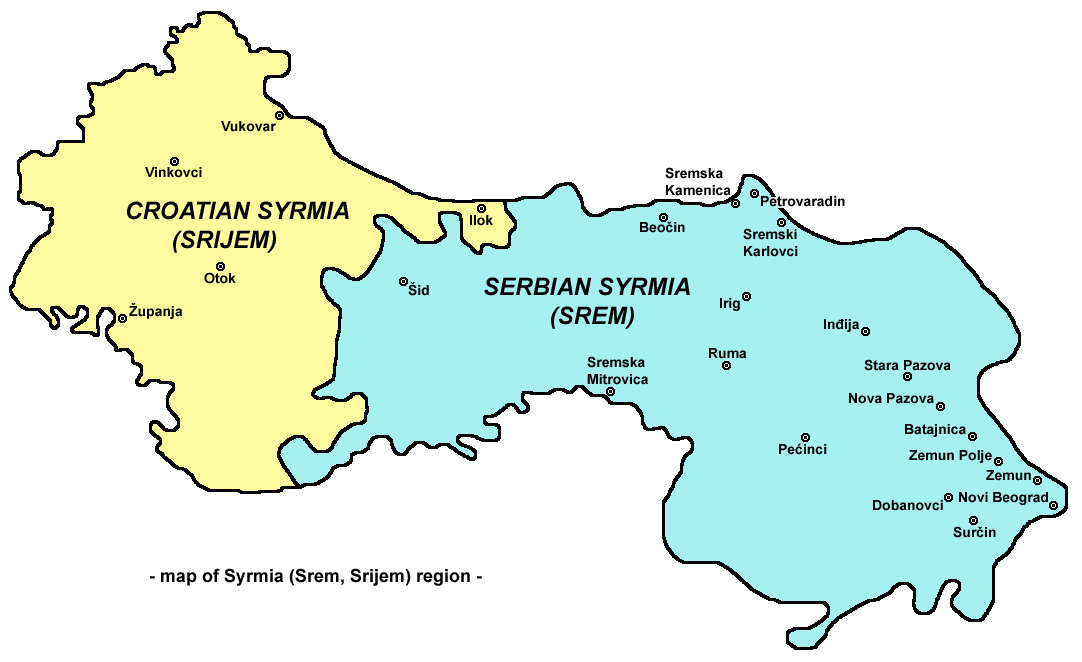
Sirmia

Sírmia (serbi: Srem; croat: Srijem; turc: Sirem) és la regió fèrtil de la Plana panònica a Europa, situada entre dos rius, el Danubi i el Sava. Està dividida entre Sèrbia i Croàcia, la part oriental pertany a Sèrbia i la part occidental pertany a Croàcia.
La major part de Sírmia es troba als districtes de Srem i de Bačka del Sud a la província autònoma sèrbia de Voivodina. Una petita part al voltant del Novi Beograd, Zemun i Surčin formen part de Sèrbia Central. La part més occidental està ubicada a l'est de Croàcia, al Comtat de Vukovar-Srijem.